# OFI Kreta
Omilos Filathlon Irakleiou (normalt bare kendt som OFI Kreta eller bare OFI) er en græsk fodboldklub fra Heraklion på Kreta. Klubben spiller i landets bedste næstbedste liga, den græske Football League, og har hjemmebane på Theodoros Vardinogiannis Stadium. Klubben blev grundlagt i 1925, og står noteret for en enkelt titel, nemlig sejr i den græske pokalturnering i 1987.

## Titler
- Græske Pokalturnering (1): 1987

## Kendte spillere
- Nikos Machlas
- Georgios Samaras
- Kostas Konstantinidis
- Mahamadou Diarra
- Derek Boateng
- Dame N'Doye

## Danske spillere
- Jeppe Grønning